# لورانس سبينس
لورانس سبينس (14 يناير 1932 في المملكة المتحدة - 1 أكتوبر 2017) (بالإنجليزية: Lawrence Spence)‏ هو لاعب كريكت بريطاني. لعب مع نادي مقاطعة ليسترشاير للكريكت ‏.

## وصلات خارجية
- لورانس سبينس على موقع إي آس بي آن كريك إنفو (الإنجليزية)